# Nothing Is True & Everything Is Possible
Nothing Is True & Everything Is Possible es el sexto álbum de estudio de la banda británica de post-hardcore Enter Shikari, lanzado el 17 de abril de 2020 por So Recordings y Ambush Records.
Es el primer álbum del grupo lanzado después del final de su colaboración con PIAS Recordings, y el primero lanzado por el sello independiente So Recordings. Tras su lanzamiento, rápidamente alcanzó el número dos en la lista de álbumes oficiales, convirtiéndose en el mejor álbum debut en la lista británica Enter Shikari.

## Promoción
El 7 de febrero de 2020, la banda comenzó a publicar imágenes en sus redes sociales y sitio web con una nueva estética. El 10 de febrero, la banda anunció el álbum y estrenó su sencillo principal, The Dreamer's Hotel, en BBC Radio 1 con Annie Mac junto con una serie de shows íntimos de lanzamiento de álbumes en Europa y el Reino Unido. Estos espectáculos se cancelaron más tarde debido a la pandemia de COVID-19, lo que llevó a la banda a anunciar temprano su gira por Europa y el Reino Unido de invierno de 2020, que luego se pospuso hasta junio de 2021.
El 8 de marzo de 2020, se lanzó el segundo sencillo "The King". A esto le siguió el lanzamiento de "T.I.N.A" y "The Great Unknown" el 22 de marzo y el 8 de abril, respectivamente. La banda estrenó la canción "Satellites" en BBC Radio 1 el 16 de abril, la víspera del lanzamiento del álbum.
Nothing Is True & Everything Is Possible se lanzó en todo el mundo el 17 de abril de 2020 a través de SO Recordings.

## Lista de canciones
| N.º | Título                                                | Duración |  |
| 1.  | «The Great Unknown»                                   | 3:25     |  |
| 2.  | «Crossing the Rubicon»                                | 3:17     |  |
| 3.  | «The Dreamer's Hotel»                                 | 2:53     |  |
| 4.  | «Waltzing Off the Face of the Earth (I. Crescendo)»   | 3:26     |  |
| 5.  | «Modern Living...»                                    | 2:52     |  |
| 6.  | «Apøcaholics Anonymøus (Main Theme in B Minor)»       | 1:36     |  |
| 7.  | «The Pressure's On»                                   | 2:58     |  |
| 8.  | «Reprise 3»                                           | 0:46     |  |
| 9.  | «T.I.N.A.»                                            | 3:05     |  |
| 10. | «Elegy for Extinction»                                | 3:49     |  |
| 11. | «Marionettes (I. The Discovery of Strings)»           | 2:53     |  |
| 12. | «Marionettes (II. The Ascent)»                        | 3:19     |  |
| 13. | «Satellites»                                          | 3:46     |  |
| 14. | «The King»                                            | 2:48     |  |
| 15. | «Waltzing Off the Face of the Earth (II. Piangevole)» | 2:50     |  |

## Posicionamiento en lista
| Lista (2020)                         | Posiciones |
| ------------------------------------ | ---------- |
| Alemania (Offizielle Top 100)        | 35         |
| Austria (Ö3 Austria)                 | 64         |
| Escocia (Scottish Albums Chart)      | 2          |
| Suiza (Schweizer Hitparade)          | 50         |
| Reino Unido (UK Albums Chart)        | 2          |
| Reino Unido (UK Rock & Metal Albums) | 1          |
| Reino Unido (UK Independent Albums)  | 2          |